# Simfonia núm. 2 (Brahms)
La Simfonia núm. 2 en re major, op.73, fou composta per Johannes Brahms l'estiu del 1877 durant la seva estança en el municipi de Pörtschach am Wörtherssee, Àustria. El procés de creació va ser breu, si hom el compara amb els vint anys que Brahms va dedicar a la composició de la Primera Simfonia.
Va ser estrenada en Viena el 30 de desembre del 1877, sota la direcció de Hans Richter. És sovint comparada amb el caràcter pastoral de la Sisena Simfonia de Beethoven i en contrast amb la Primera Simfonia de Brahms, marcada per l'ombrívola tonalitat de do menor. Una interpretació de la simfonia pot durar entre uns 40-50 minuts.

## Moviments
- I. Allegro non troppo en re major
- II. Adagio non troppo en si major
- III. Allegretto grazioso (quasi andantino) en sol major
- IV. Allegro con spirito en re major.

## Procés de composició
Brahms considerava la composició de les simfonies com un acte tan complex que va esperar fins als 43 anys per crear la Primera. En una carta dirigida al director d'orquestra Hermann Levi, Brahms va declarar: «Mai escriuré una simfonia, vostè no pot imaginar el que significa sentir tal gegant caminant darrere teu». El gegant que es referia el compositor era Beethoven. Brahms li tenia una gran admiració i veia la seva herència com una referència molt important, però era molt conscient de la pressió i dificultat que suposava continuar amb l'art de Beethoven. Això és degut al fet que la figura del gegant de Beethoven va ser un referent molt important en el format simfònic per als compositors posteriors, una admiració que en molts casos va suposar que molts no s'atrevissin a fer la seva contribució en aquesta forma musical.
Brahms es va dedicar a cultivar al llarg de la seva vida obres d'àmbit més reduït considerades en la seva època, formes menors. Finalment, el 1876 va néixer la seva primera simfonia iniciada uns vint anys enrere i l'any següent ja va presentar la segona, d'un temperament molt diferent que l'anterior creació. D'alguna manera, la Segona Simfonia simbolitza aquest alliberament de la pressió de Beethoven, és a dir, Brahms aconsegueix passar la barrera de l'art simfònic i el caràcter de la segona ho representa amb sons més lleugers, fluids i més espontanis.
De fet, la gènesi de la segona simfonia va significar un procés sorprenent breu, pausat i tranquil entre els mesos de juny i octubre. Cal dir, que no tenim detalls del progrés compositiu del compositor, ja que tots els esbossos, copies o altres versions de totes les seves composicions solia eliminar-les. Per tant, no podem puntualitzar de manera clara les dates de les seves creacions. Molts autors comenten que quatre mesos es considerava un temps curt pel compositor, el qual trigava molt més temps a compondre peces de caràcter menor i a més tenint alhora altres encàrrecs testificats.
Va ser composta el 1877 en el poble de Pörtschach, on Brahms havia llogat dues habitacions el costat del riu amb grans vistes per les seves vacances d'estiu. La descripció que feia Brahms de la segona simfonia en les seves cartes, apunta que la inspiració que sentia en veure aquells paisatges queda reflectida més endavant en la mateixa simfonia. Theodore Billroth, amic del compositor i músic amateur, va ser el primer a tocar la partitura en el piano descrivint-la en una carta com: «Tot és murmuri de rierols, cels blaus, un sol lluminós i ombres fresques i verdes». Els oients van començar a anomenar-la “la pastoral de Brahms” establint així una vegada més comparacions amb Beethoven. Encara que Brahms, abans de publicar-la, va enviar un missatge al seu editor declarant: «és tan melancòlica que vostè no serà capaç de suportar-ho. Mai he escrit una cosa tan trista, la partitura ha de sortir del dol» (22 de novembre de 1877). Es tracta d'una broma pesada del compositor al seu editor, portant-lo pel mal camí en la descripció de la seva futura obra.

## Composició per progressió d'intervals
A partir de dues notes conjuntes (re i do sostingut) més la repetició de la primera, constitueix  la minúscula cèl·lula que genera la majúscula simfonia en re M, opus 73 de Brahms. Altres experts discuteixen que aquesta petita cèl·lula s'hi afegeix una nota “la” (re, do#, re, la). Aquesta cèl·lula, per exemple, nodreix el primer tema inicial Allegro non troppo, torna a aparèixer en l'adagio non troppo (interpretada per als trombons i la tuba), en l'Allegretto grazioso (en la intervenció de l'oboè en el començament del moviment) i  també apareix en la base del tema inicial de l'Allegro con spiritio. No és sempre fàcil reconèixer aquest material tan extremadament variat dintre de la instrumentació, l'agònica i la derivació melòdica i en què s'inicia la proliferació d'altres temes motius i idees. La utilització fragmentària d'aquests intervals i les seves mil i una combinacions, és el que construeix la principal característica d'aquesta obra.
Brahms i alguns dels seus contemporanis, construeixen les seves obres a partir de petites cèl·lules. Com si és tractessis d'organismes vius que evolucionen fusionant-se amb d'altres i generant material cada vegada més ric. Es conta que Brahms, utilitza aquesta mateixa cèl·lula per divuit obres, cada una d'elles diferents però sent  el mateix motiu que les construeix.

## Interpretació
Brahms tenia l'hàbit de presentar les seves composicions d'àmbit major a un petit nombre d'amics dintre de concerts privats. Aquestes posades d'escena eren previs a l'estrena oficial i ho feia a partir de reduccions a quatre mans per forte piano. Aquest procediment el va portar a terme amb la segona simfonia i amb moltes més obres, com el segon concert de piano, la tercera i la quarta simfonia.
El compositor torna a Viena a finals de novembre. La primera execució de la segona simfonia estava anunciada per l'11 de desembre a càrrec de la Filharmònica de Viena. Finalment, es va posposar al cap de tres setmanes. Segons l'escriptor Walter Frisch en el seu llibre” Brahms: the Four Symphonies (1996, 2003)” declarà:
“és una d'aquestes petites ironies de la història de la música, va haver de ser posposada[perquè] els intèrprets estaven massa preocupats per aprendre’s Das Rheingold de Richard Wagner”
Va ser estrenada finalment a Viena el 30 de desembre sota la direcció de Hans Richter

## Recepció
La segona simfonia de Brahms és considerada com la més popular de l'autor. D'acord amb l'èxit de l'estrena de Viena, l'obra va posicionar-se ràpidament. Gairebé a tot arreu, va esdevenir-se una recepció molt entusiasta i de bones crítiques amb algunes excepcions. En els comentaris i discussions de l'obra(en els seus contemporanis i autors actuals), sovint es destaquen els següents aspectes:
(1)L'estat d'ànim serè i pastoral de l'obra, reconeixent en alguns moments caràcters melancòlics. També és trobem (2)moltes associacions de l'obra amb la naturalesa idíl·lica  i finalment, amb el(3) fort contrast que té amb la simfonia número u, quant al seu estat d'ànim, expressió i detecció.
Abans que la segona simfonia sortís a la llum, Brahms va enviar l'obra a la seva estimada amiga, Clara Schumann. Ella va predir-li al compositor que tindria molt més èxit que la dura i tempestuosa primera simfonia. I va encertar, va significar un gran triomf i van repetir el tercer moviment el dia de l'estrena.
Eduard Hanslick, famós crític i amic de Brahms, va declarar: «la novetat va ser un gran èxit rotund». En contrast, Wiener Extrablatt critica la simfonia de forma negativa: «la segona simfonia de Brahms no és pensament simfònic» (1 gener 1878).
Quan Brahms va dur  properes presentacions de la simfonia, per exemple,  a Leipzig, el públic va  tornar a ser molt entusiasta. Però veritablement el moment de glòria de Brahms vindria a ser l'estiu del 1878, quan la seva nova simfonia va ser un gran èxit en el seu Hamburg natal, on havia fracassat dues vegades per guanyar-se un desitjat lloc de feina. Per tant, en general va tenir bona recepció.
Són molts els atractius melòdics, harmònics, instrumentals i expressius que han fet que aquesta obra es converteixi en una de les peces preferides del repertori simfònic de totes les orquestres, directors i públics. Encara que, la familiaritat amb el que escoltem aquesta obra, sol xocar amb la complexitat que es troba en la partitura.

## La simfonia i moviments
En la vasta producció de Johannes Brahms només tenim quatre simfonies. Encara que el seu valor i sentit històric són no obstant  fonamentals, ja que representen el moment clau del trànsit entre el vell model de Haydn, el qual s'havia cenyit des de Mozart fins als primers romàntic, i un concepte complex i millor estructurat de la simfonia moderna que trobaria una àmplia acollida en les obres de Gustav Mahler i Anton Bruckner.
En la segona simfonia. Brahms conserva els principis estructurals  de la simfonia clàssica. Els dos moviments ràpids en els extrems que emmarquen dos moviments intermedis: un segon moviment lent i un tercer moviment curt en forma de Scherzo.

### I. Allegro non troppo
Els violoncels i contrabaixos comencen la simfonia de manera tranquil·la, abans que les trompes anuncien amablement el tema principal. Els instruments de fusta desenvolupen la secció, mentre que altres instruments s'hi van unint progressivament vers un punyent forte (compàs 58). S'hi introdueix un nou tema al compàs 82, en fa sostingut menor. Després del compàs 182, l'exposició pot ser repetida des del principi, depenent del director i l'orquestra. Després de la secció de desenvolupament (vegeu forma sonata), s'hi repeteix de nou el segon tema al compàs 370. Cap al final del primer moviment, Brahms va indicar, al compàs 497, "in tempo, sempre tranquillo", i és amb aquest caràcter com conclou la resta del moviment, tancant amb la prescrita tonalitat de re major.

### II. Adagio non troppo
Els violoncels, en companyia dels contrabaixos i els fagots introdueix un tema mòrbid, des del compàs 1 al 12. Brahms va inserir-hi un nou tempo al compàs 33 amb la indicació "L'istesso tempo, ma grazioso". Ací, l'atmosfera fosca i ombrívola continua fins a l'acabament del moviment.

### III. Allegretto grazioso (quasi andantino)
Els violoncels en pizzicato proporcionen el marc per a la introducció d'aquest moviment, però l'oboè és l'encarregat d'exposar la melodia principal. Els instruments de corda exposen un contrastat segon tema amb la indicació "Presto ma non assai", que és desenvolupat per l'orquestra al complet. El compàs 107 ens du de nou el tema principal i el caràcter amable, però l'idil·li s'interromp al compàs 126, on té lloc la reexposició del segon tema presto. Encara una vegada més, Brahms reverteix el moviment al tempo inicial (compàs 194), concloent amb un final tranquil.

### IV. Allegro con spirito
Les cordes, amb intensitat (però amb tranquil·litat) inicien el moviment final. Una sorollosa secció irromp inesperadament al compàs 23, amb l'orquestra al complet. Quan la tensió sembla desaparèixer, els violins introdueixen un nou tema en la major, amb la indicació "largamente". Els instruments de vent el repeteixen i es desenvolupa amb la participació d'altres instruments. Al compàs 155 s'hi repeteix el primer tema, però en lloc de la sorollosa joia escoltada abans, Brahms introdueix la secció de desenvolupament del moviment. A la meitat del moviment (compàs 206) una secció amb la indicació de tanquillo elabora material precedent. El primer tema torna de nou al compàs 244, i s'hi sent el familiar forte de l'orquestra. En aquesta ocasió, en lloc del tema en la major escoltat en la secció indicada com largamente, Brahms permet que el tema siga exposat en la tonalitat nominal de la simfonia: re major. Cap al final de la simfonia, acords descendents i un seguit confús de notes interpretats per diversos instruments de l'orquestra (compassos 395 a 412) desemboquen novament en el familiar tema en la major, però ara submergit en la confusió dels instruments de metall, que condueix a un final triomfal amb l'orquestra al complet i amb un redoble de les timbales.

## Instrumentació
La simfonia està escrita per a 2 flautes, 2 oboès, 2 clarinets, 2 fagots, 4 trompes, 2 trompetes, 3 trombons, tuba, timbals i corda.